# ایرج مسجدی
ایرج مسجدی (زادهٔ ۱۳۳۵) سرتیپ سپاه پاسداران انقلاب اسلامی است که از سال ۱۴۰۳ به‌عنوان معاون هماهنگ‌کننده نیروی قدس فعالیت می‌کند. وی در فاصله سال‌های ۱۳۹۵ تا ۱۴۰۱ سفیر ایران در عراق بود. وی پیش‌تر مشاور عالی قاسم سلیمانی بود.
مسجدی در خلال جنگ ایران و عراق از اعضای سپاه پاسداران بود و ریاست ستاد قرارگاه رمضان را برعهده داشت که نخستین قرارگاه برون‌مرزی سپاه به‌شمار می‌آمد.

## تحریم آمریکا
روز پنجشنبه دوم آبان ۱۳۹۹، وزارت خزانه داری آمریکا در بیانیه‌ای اعلام کرد که ایرج مسجدی، سفیر ایران در عراق، را در فهرست تحریمی خود قرار داده است. استیو منوچین، وزیر خزانه داری آمریکا گفت، جمهوری اسلامی در راستای پیشبرد برنامه‌های بی‌ثبات‌کننده برون‌مرزی خود، اعضای نیروی قدس سپاه پاسداران را به عنوان سفیر در کشورهای منطقه منصوب می‌کند، این امر امنیت و حاکمیت عراق را معرض تهدید قرار داده است. وزیر خزانه داری آمریکا اضافه کرد: ایالات متحده به استفاده از همه ابزارها و اختیارات در دسترس خود ادامه می‌دهد تا تلاش‌های حکومت ایران و مقام‌های سپاه قدس که قصد دخالت در امور ملت‌های مستقل از جمله اثرگذاری در انتخابات آمریکا را دارند، هدف قرار دهد.
دفتر کنترل دارایی‌های خارجی وزارت خزانه‌داری آمریکا، اوفک، گفت، ایرج مسجدی یک ژنرال سپاه است که هدایت و حمایت از گروه‌هایی را به عهده دارد که باعث کشته و مجروح شدن نیروهای آمریکایی و ائتلاف در عراق شده‌اند.